# Negayan coccinea
Negayan coccinea là một loài nhện trong họ Anyphaenidae.
Loài này thuộc chi Negayan. Negayan coccinea được Cândido Firmino de Mello-Leitão miêu tả năm 1943.